# Duftwein

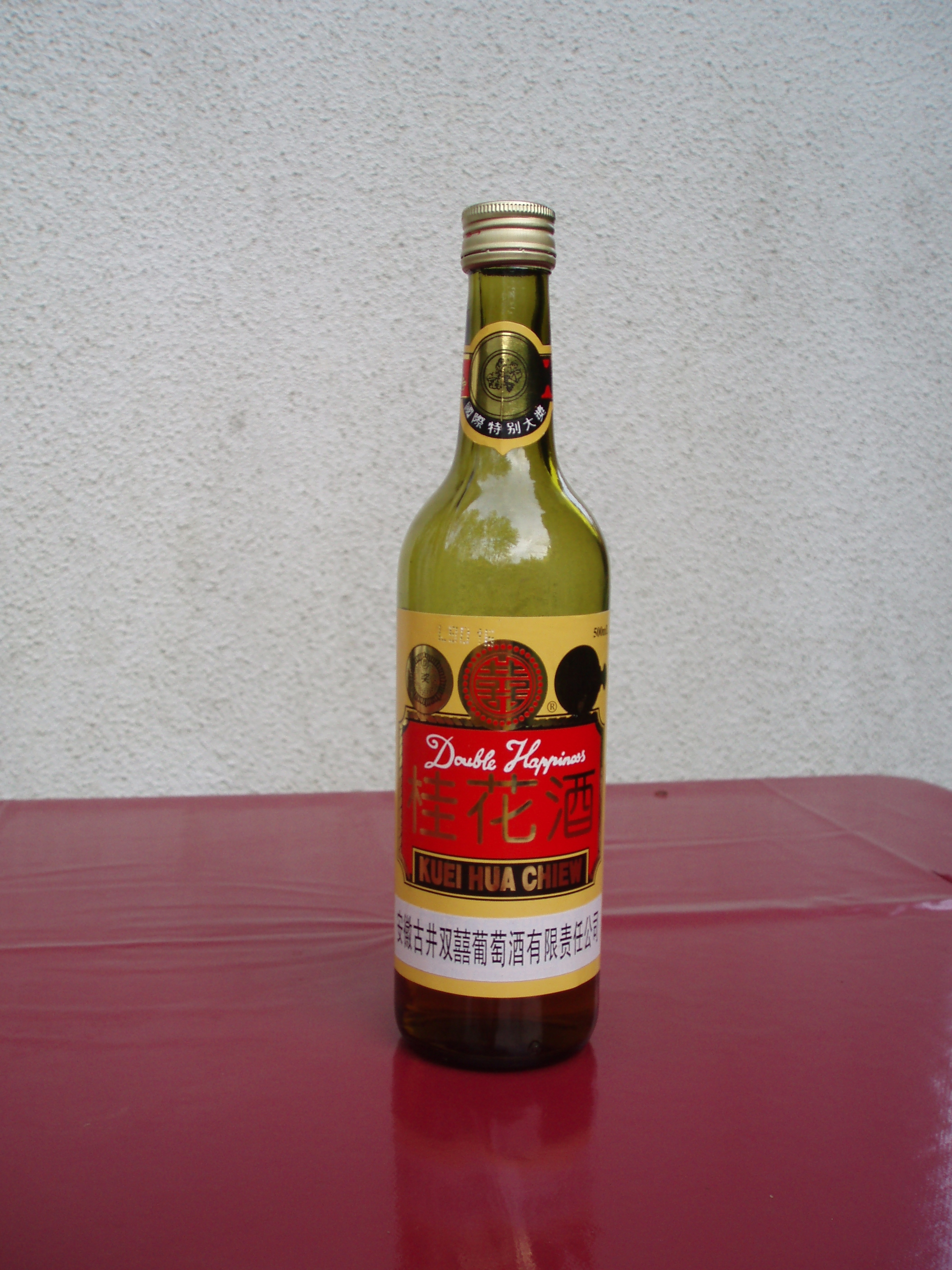
Chinesischer Duftwein, 500-ml-Flasche

Duftwein oder Chinesischer Duftwein ist ein chinesisches Weingetränk, das aus Weißwein, evtl. Zucker, sowie Osmanthus-Blüten als aromatisierender Zutat hergestellt wird. Die chinesische Bezeichnung dieses bernsteinfarbene Getränk ist Guihua jiu (chinesisch 桂花酒, kurz 桂酒 – „Osmanthuswein“) oder Guihua chenjiu (桂花陳酒 / 桂花陈酒, veraltet Kuei Hua Chen Chiew).
Verwendet werden die intensiv süßlich duftenden Blüten der Süßen Duftblüte (Osmanthus fragrans); dies ist ein in Ostasien heimischer Strauch oder kleiner Baum aus der Familie der Ölbaumgewächse (Oleaceae).